# Équipe d'Allemagne féminine de volley-ball
L'équipe d'Allemagne féminine de volley-ball est composée des meilleures joueuses allemandes sélectionnées par la Fédération allemande de volley-ball (DVV: Deutscher Volleyball-Verband). Elle est actuellement classée au 11e rang de la Fédération internationale de volley-ball au 10 juillet 2022.
Elle est l'héritière de l'équipe de l'Allemagne de l'Ouest (1956-1990)

## Palmarès et parcours

### Palmarès
- Championnat d'Europe de volley-ball féminin 
  - Finaliste : 2011
  - Troisième : 1991, 2003
- Ligue européenne (1) :
  - Vainqueur : 2013
  - Finaliste : 2014

### Parcours

#### Jeux olympiques

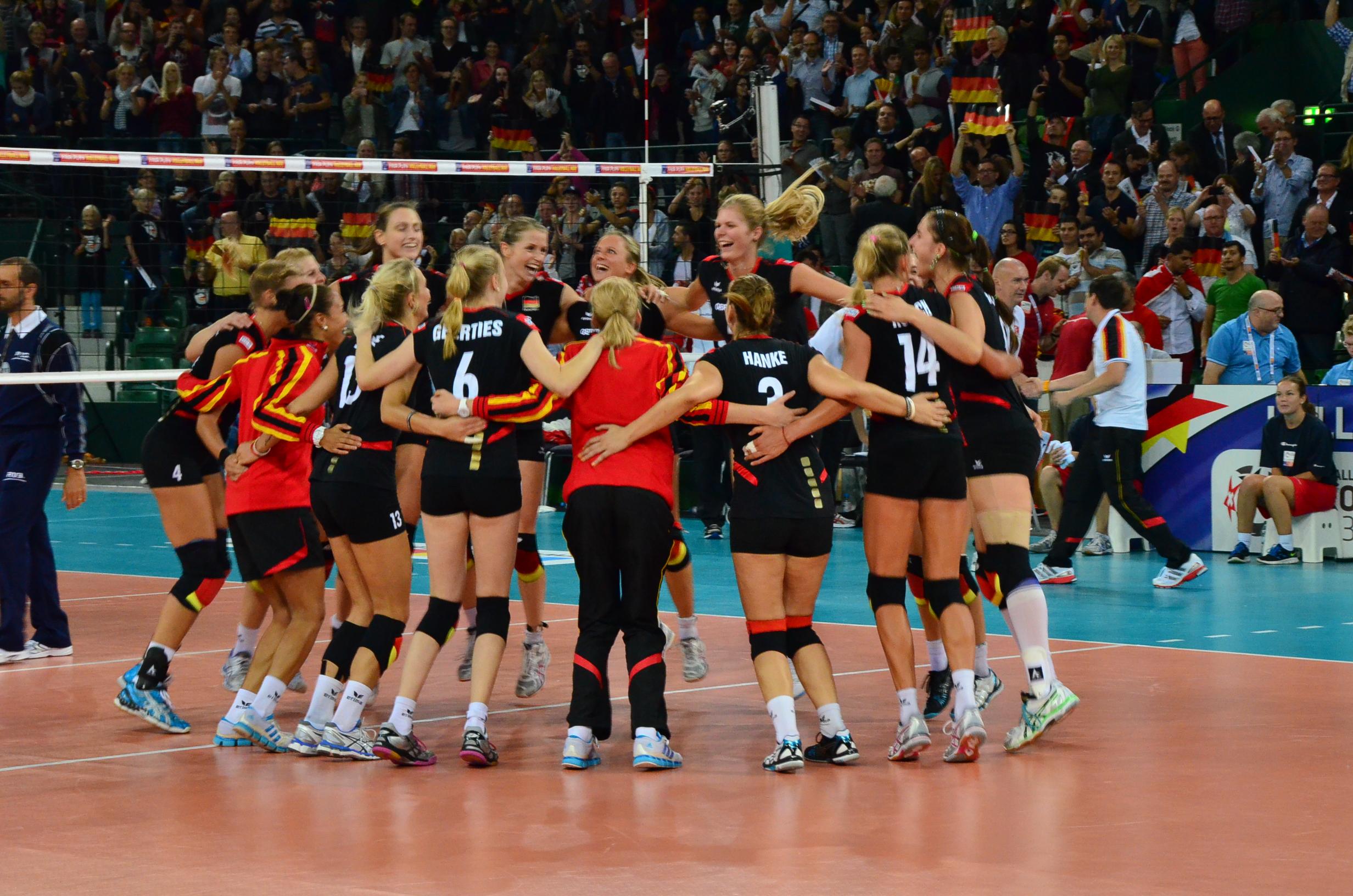
Allemagne, lors du Championnat d'Europe 2013

| Année | Position      |      | Année         | Position |               | Année | Position      |  | Année | Position |
| 1964  | Non qualifiée | 1980 | Non qualifiée | 1996     | 8e            | 2012  | Non qualifiée |  |       |          |
| 1968  | Non qualifiée | 1984 | 6e            | 2000     | 6e            | 2016  | Non qualifiée |  |       |          |
| 1972  | 8e            | 1988 | Non qualifiée | 2004     | 9e            | 2020  | Non qualifiée |  |       |          |
| 1976  | Non qualifiée | 1992 | Non qualifiée | 2008     | Non qualifiée | 2024  | Non qualifiée |  |       |          |

#### Championnats du monde

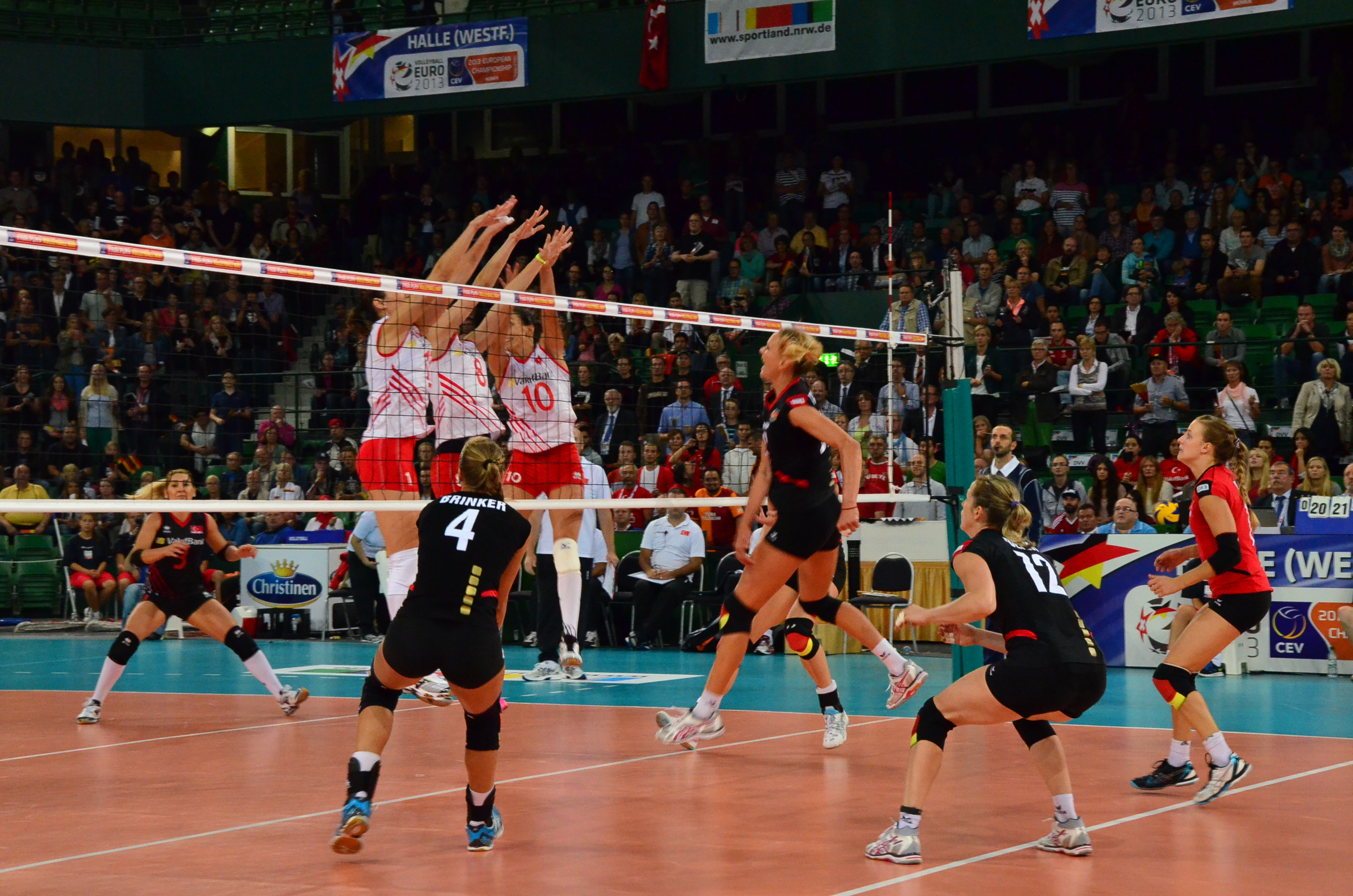
Allemagne-Turquie, Championnat d'Europe 2013

| Année | Position         |      | Année | Position |     | Année | Position |
| 1952  | Non participante | 1978 | 18e   | 2006     | 11e |       |          |
| 1956  | 16e              | 1982 | 14e   | 2010     | 7e  |       |          |
| 1960  | 10e              | 1986 | 13e   | 2014     | 9e  |       |          |
| 1962  | 13e              | 1990 | 13e   | 2018     | 11e |       |          |
| 1967  | Non participante | 1994 | 5e    | / 2022   | 14e |       |          |
| 1970  | Non qualifiée    | 1998 | 13e   |          |     |       |          |
| 1974  | 19e              | 2002 | 10e   |          |     |       |          |

#### Championnat d'Europe
| Année | Position         |      | Année | Position |     | Année | Position |
| 1949  | Non participante | 1981 | 10e   | 2003     | 3e  |       |          |
| 1950  | Non participante | 1983 | 5e    | 2005     | 11e |       |          |
| 1951  | Non participante | 1985 | 6e    | / 2007   | 6e  |       |          |
| 1955  | Non participante | 1987 | 9e    | 2009     | 4e  |       |          |
| 1958  | 10e              | 1989 | 6e    | / 2011   | 2e  |       |          |
| 1963  | 11e              | 1991 | 3e    | / 2013   | 2e  |       |          |
| 1967  | 10e              | 1993 | 5e    | / 2015   | 5e  |       |          |
| 1971  | 10e              | 1995 | 4e    | / 2017   | 8e  |       |          |
| 1975  | 10e              | 1997 | 9e    | / 2019   | 6e  |       |          |
| 1977  | 8e               | 1999 | 4e    | / 2021   | 11e |       |          |
| 1979  | 9e               | 2001 | 9e    | / 2023   | 12e |       |          |

#### Ligue des nations
- 2018 : 11e
- 2019 : 10e
- 2021 : 10e
- 2022 : 10e
- 2023 : 8e

#### Grand Prix mondiale

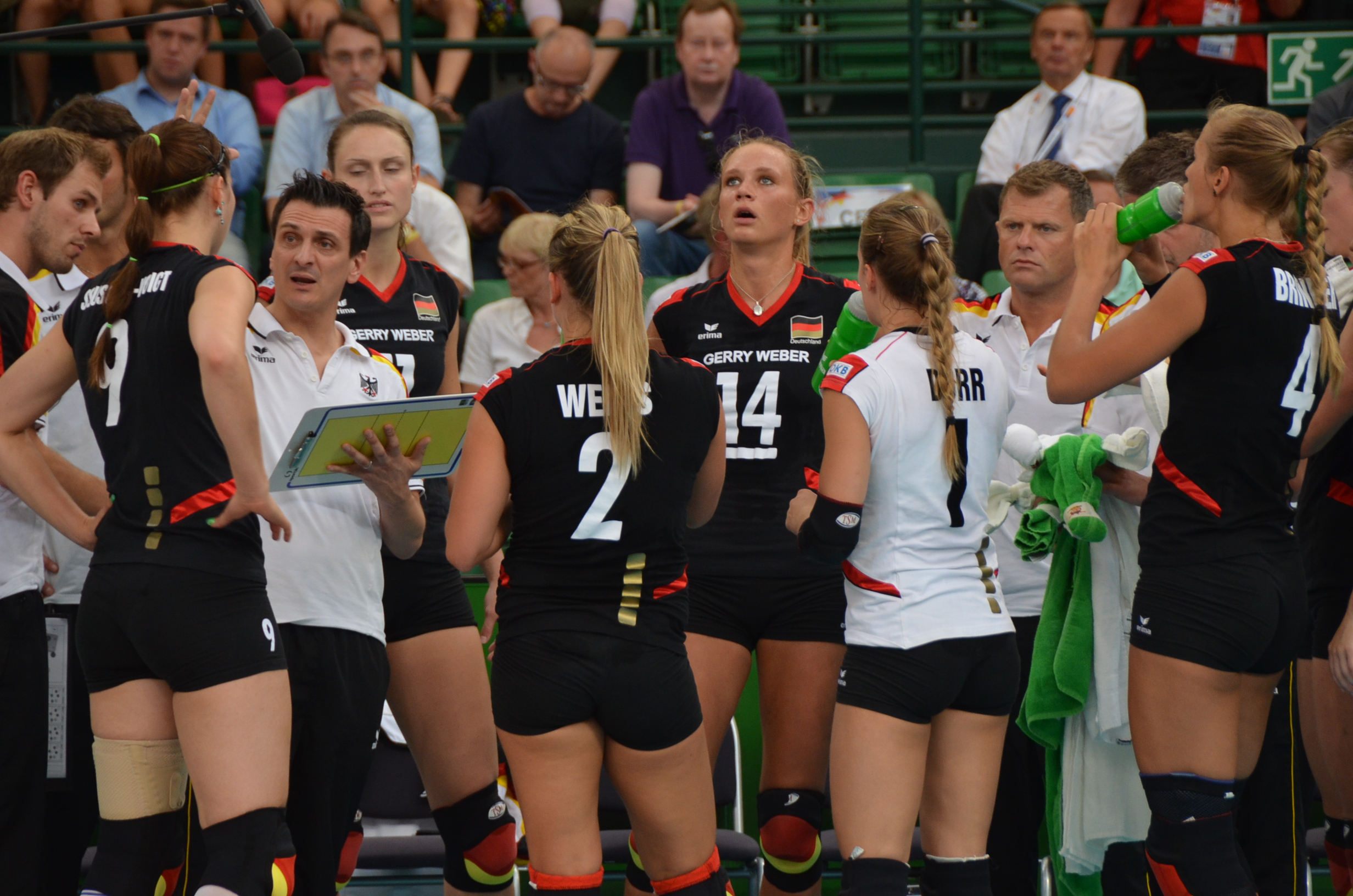
L'équipe d'Allemagne

| - 1993 : 8e - 1994 : 10e - 1995 : 8e - 1996 : non qualifiée - 1997 : non qualifiée - 1998 : non qualifiée - 1999 : non qualifiée - 2000 : non qualifiée - 2001 : 8e - 2002 : 3e | - 2003 : 7e - 2004 : 6e - 2005 : 10e - 2006 : non qualifiée - 2007 : non qualifiée - 2008 : 7e - 2009 : 3e - 2010 : 9e - 2011 : 13e - 2012 : 7e | - 2013 : 11e - 2014 : 11e - 2015 : 7e - 2016 : 12e - 2017 : 15e |

#### Coupe du monde
| - 1991 : 9e - 1995 : non participante - 1999 : non participante - 2003 : non participante - 2007 : non participante - 2011 : 6e - 2015 : non participante - 2019 : non participante |

#### World Grand Champions Cup
Néant

#### Ligue européenne
| - 2009 : non participante - 2010 : non participante - 2011 : non participante - 2012 : non participante - 2013 : Vainqueur - 2014 : Finaliste - 2015 : non participante - 2016 : non participante - 2017 : non participante - 2018 : non participante - 2019 : non participante - 2021 : non participante |

## Joueurs et personnalités de la sélection

### Liste des sélectionneurs
- 1956-1971  Theda von Hoch
- 1971-1981  Dai Hee Park
- 1981-1989  Andrzej Niemczyk
- 1989-1990  Mathias Eichinger
- 1990-1998  Siegfried Köhler
- 1998-1999  Axel Büring
- 1999-2006  Lee Hee-wan
- 2006-2015  Giovanni Guidetti
- 2015  Luciano Pedullà[2]
- 2015-2021  Felix Koslowski
- 2022-2024  Vital Heynen
- 2024-   Alexander Waibl

### Records de sélections

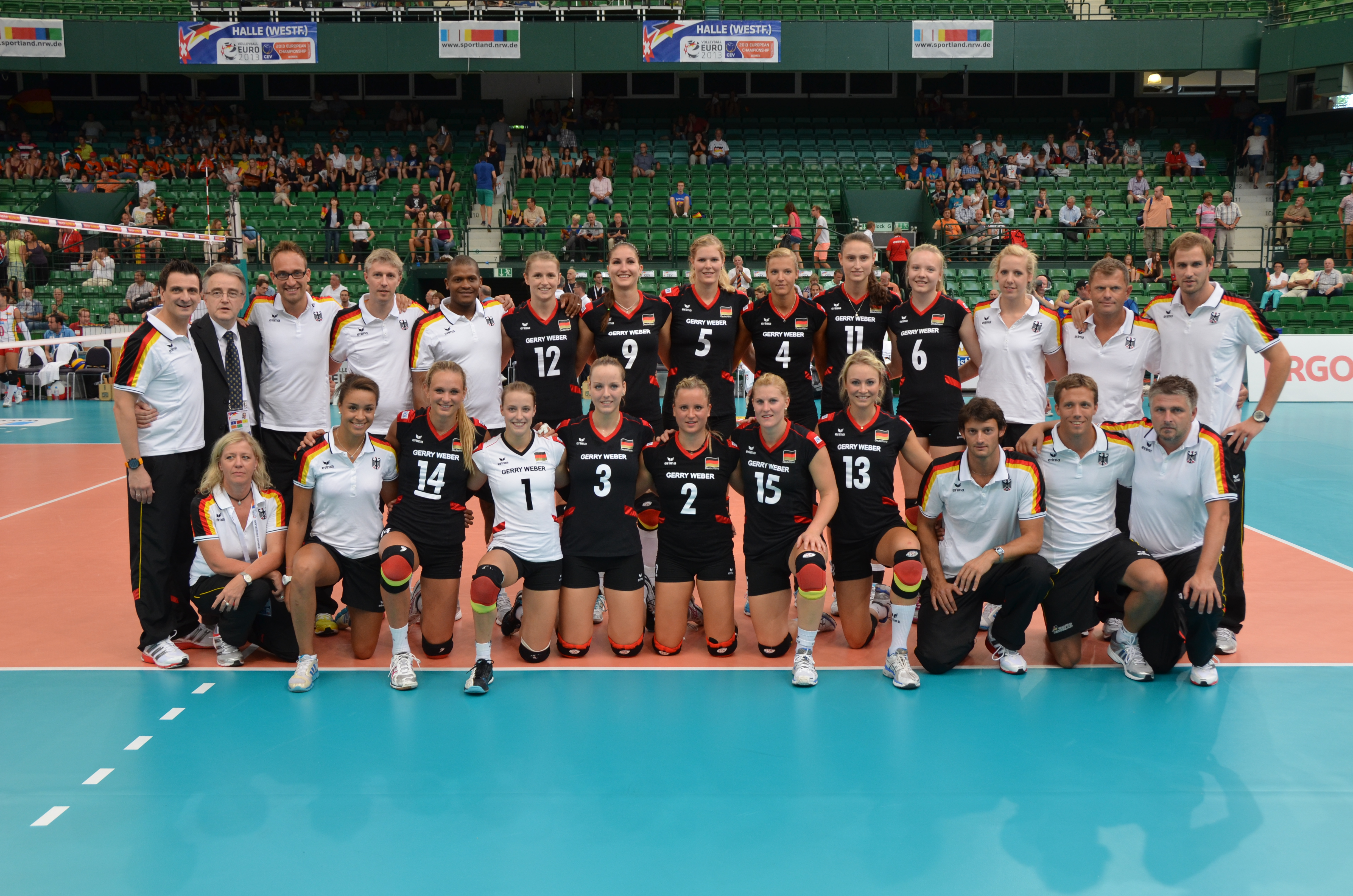
L'équipe d'Allemagne 2013

Dernière MAJ du tableau octobre 2014

### Sélection actuelle (2024)
Effectif retenu pour la Ligue des nations 2024.
| No                           | Nom                          | Date de naissance            | Taille | Poids | Poste                        | Club                            |
| ---------------------------- | ---------------------------- | ---------------------------- | ------ | ----- | ---------------------------- | ------------------------------- |
| 2                            | Pia Kästner                  | 29 juin 1998                 | 182    | 68    | Passeuse                     | Schweriner SC                   |
| 3                            | Annie Cesar                  | 26 avril 1997                | 172    | -     | Libero                       | Ladies in Black Aix-la-Chapelle |
| 4                            | Anna Pogany                  | 21 juillet 1994              | 168    | 70    | Libero                       | Schweriner SC                   |
| 6                            | Antonia Stautz               | 15 décembre 1993             | 180    | -     | Réceptionneuse-attaquante    | MTV Stuttgart                   |
| 8                            | Kimberly Drewniok            | 11 août 1997                 | 188    | 80    | Attaquante                   | Radnički Belgrade               |
| 9                            | Lina Alsmeier                | 29 juin 2000                 | 189    | 70    | Réceptionneuse-attaquante    | Azzurra Florence                |
| 10                           | Lena Stigrot                 | 21 décembre 1994             | 184    | 68    | Réceptionneuse-attaquante    | Coni Granda Volley              |
| 14                           | Marie Schölzel               | 1er août 1997                | 190    | 66    | Centrale                     | Radomka Radom                   |
| 15                           | Romy Jatzko                  | 26 janvier 2000              | 187    | 73    | Réceptionneuse-attaquante    | Chieri '76 Volleyball           |
| 16                           | Anastasia Cekulaev           | 1er juillet 2003             | 191    | -     | Centrale                     | SC Potsdam                      |
| 20                           | Lena Kindermann              | 27 juillet 1999              | 190    | -     | Attaquante                   | VfB Suhl                        |
| 21                           | Camilla Weitzel              | 11 juin 2000                 | 195    | 75    | Centrale                     | Chieri '76 Volleyball           |
| 22                           | Monique Strubbe              | 5 juillet 2001               | 189    | -     | Centrale                     | MTV Stuttgart                   |
| 23                           | Sarah Straube                | 26 avril 2002                | 185    | -     | Passeuse                     | Dresdner SC                     |
|                              |                              |                              |        |       |                              |                                 |
| Encadrement technique        | Encadrement technique        |                              |        |       | Légende                      | Légende                         |
| Entraîneur : Alexander Waibl | Entraîneur : Alexander Waibl | Entraîneur : Alexander Waibl |        |       | : Capitaine                  | : Capitaine                     |
| Entraîneur(s) adjoint(s) :   | Entraîneur(s) adjoint(s) :   | Entraîneur(s) adjoint(s) :   |        |       | : Joueur blessé actuellement | : Joueur blessé actuellement    |